# КК АЕК Ларнака
КК АЕК Ларнака (грч. ΑΕΚ Λάρνακας) je кипарски кошаркашки клуб из Ларнаке. У сезони 2017/18. такмичи се у Првој дивизији Кипра. 

## Историја
КК АЕК Ларнака је основан 1994. године након спајања два клуба из Ларнаке - ЕПА Ларнаке и Пезопорикоса. Клуб је до сада четири пута освајао кипарско првенство. Два пута је био победник Купа Кипра.

## Успеси

### Национални
- Првенство Кипра:
  - Првак (4): 2013, 2015, 2016, 2018.

- Куп Кипра:
  - Победник (2): 2017, 2018.

- Суперкуп Кипра:
  - Победник (3): 2013, 2015, 2016.

## Познатији играчи
- Милутин Алексић
- Саша Братић
- Примож Брезец
- Владимир Дашић
- Горан Јеретин
- Игор Милошевић
- Алексеј Нешовић
- Драган Раца
- Тори Томас
- Дижон Томпсон
- Ненад Чанак